# ザ・ブルークリスタルロッド
『ザ・ブルークリスタルロッド』は、1994年3月25日に日本のナムコから発売されたスーパーファミコン用コマンド選択式アドベンチャーゲーム。
同社の『バビロニアン・キャッスル・サーガ』（1984年 - 1994年）の第4作目にして最終作である。ゲーム内容は主人公のギルガメスを操作し、天上界へとブルークリスタルロッドを届ける事を目的としているが、ゲームジャンルがアクション性を重視していたこれまでのシリーズから打って変わり、アドベンチャーゲームに変更された。
開発はゲームスタジオが行い、スタッフは同シリーズの『ドルアーガの塔』（1984年）、『イシターの復活』（1986年）、『カイの冒険』（1988年）から引き継いでおり、ストーリーおよびゲームデザインは遠藤雅伸、プログラムは内藤智、キャラクターデザインは篠崎雄一郎、音楽は小沢純子が担当している。
なお、本項の題名は商品名としてのものであり、前述のシリーズとしての正式なタイトルは、『the Destiny of GILGAMESH ギルガメスの道』となる。

## ゲーム内容
主人公ギルの行動を選択し、パートナーのカイと天上界へブルークリスタルロッドを送り届けるのがこのゲームの目的である。
ゲームの舞台となるのは、大河ユーフレイト周辺にある「バビリム」を中心とした「炎の崖」「嵐の山」「死の砂漠」「スーマール帝国」の五つの地域であり、ギルが赴く場所は、バビリムの中心にあるイシター神殿での女神イシターとの会話で、ある程度示唆される。
ギルには複数の隠しパラメーターが存在しており、パラメーターによっては辿り着けない地域もある。
このゲームには48種類のエンディングが用意されており、ギルが各地域を遍歴する順番によってたどり着く結末が変化する。それらはすべて等価値でありいわゆる「正しいエンディング」は存在しない。バビロニアン・キャッスル・サーガの最終作である本作に敢えて正しいエンディングを用意しなかったのは、遠藤雅伸の意向であった。また、遠藤自身は本作をマルチエンディングではなく「マルチストーリーである」としており、同じキャラクターであっても物語の展開次第で劇中で果たしていく役割が大きく異なっていく。

## ストーリー
バビリム王国を恐怖に陥れた大悪魔ドルアーガを打倒し、奪われたブルークリスタルロッドと囚われの巫女カイを救い出した王国王子ギルガメスは、カイと共に力を合わせ、主を失い崩れゆく塔から生還を果たした。
イシターよりロッドを天上界に返上するよう命じられた2人は、息つく間もなく人間が天界へ昇る資格を得るための試練の旅へと出発する。

## 登場キャラクター
ギルガメス
バビリム王マーダックの息子。ドルアーガを倒し、カイと共にブルークリスタルロッドを地上に持ち帰った。
カイ
女神イシターの巫女でギルの恋人。ドルアーガにより石にされたが、ギルに助け出された。
イシター
愛と戦いの女神。ゲームの節目ごとにギルに質問をおこなう。
アヌ
天上界に住む神々の王。彼にブルークリスタルロッドを送り届けるのがゲームの目的。
導師テラジ
イシター神殿の導師。ギルとカイにアドバイスを与える。
サルゴン
ギルの親友。留守中のバビリム宮殿を守る。
ガールー
炎の崖の空中庭園に住む正義と炎の神。
ラマン
嵐の山に住む嵐の神。武勇を重んじる。
サキュバス
ドルアーガの部下であった夢魔。
ドルアーガ
ギルガメスによって倒された悪魔。今は黄泉の国に住んでいる。
ナーガル
黄泉の国の神。
バララント
スーマール帝国の皇帝。アンシャーに操られてバビリムを攻め滅ぼした。
アンシャー
スーマール帝国を影から操る悪魔。ドルアーガ亡き後の天下を取ろうと企んでいる。ドルアーガの塔PCエンジン版のオープニングデモムービーでもギルに「剣の力を用いよ」と入れ知恵をするなどドルアーガを陥れるために悪謀を張り巡らせていた。
物知りじいさん
スーマールのはずれに住む老人。若い頃はスーマール皇帝に仕えた戦士でもあり、船乗りとして世界を回ったため様々な知識を有している。

## スタッフ
- ストーリー、ゲームデザイン：遠藤雅伸
- プログラム：内藤智
- キャラクターデザイン：篠崎雄一郎
- 音楽：小沢純子
- キャラクターコーディング：早川太郎、安斉順子
- データ作成：鈴木由紀子
- プロダクションマネージャー：関塚典弘、原敏也
- スーパーバイザー：黒須一雄、柴田博之
- パブリシティ：拓植卓、渡辺勲、平朋子

## 評価
ゲーム誌『ファミコン通信』の「クロスレビュー」では、7・8・6・6の合計27点（満40点）、『ファミリーコンピュータMagazine』の読者投票による「ゲーム通信簿」での評価は以下の通りとなっており、18.9点（満30点）となっている。
| 項目 | キャラクタ | 音楽 | お買得度 | 操作性 | 熱中度 | オリジナリティ | 総合 |
| 得点 | 3.1        | 3.4  | 2.9      | 3.2    | 3.0    | 3.4            | 18.9 |

## 関連書籍
『ザ・ブルークリスタルロッドのすべて』
宝島社から刊行。攻略や各エンディングの解説、キャラクター紹介などが掲載されている。